# Одер (приток Руме)
Одер (нем. Oder) — река в Германии, протекает по земле Нижняя Саксония по территории районов Гослар, Остероде и Нортхайм. Правый приток реки Руме.
Река Одер берёт начало в национальном парке Гарц в 1,3 км к северо-западу от горы Актерман. Течёт в южном направлении. Ниже города Бад-Лаутерберг поворачивает на запад. Впадает в Руме на территории коммуны Катленбург-Линдау.
Площадь бассейна реки составляет 385 км². Длина реки — 56 км. Высота истока 810 м. Высота устья 131 м.
Между населёнными пунктами Шарцфельд и Катленбург на реке в 2007 году была образована природоохранная зона Одерауэ.